# Балша Рајчевић
Балша Рајчевић (Београд, 23. јул 1941) српски је академски вајар и сликар, књижевник, историчар уметности и ликовни критичар.

## Биографија
Завршио је Академију примењених уметности и Историју уметности на Филозофском факултету у Београду 1965. године. На катедри историје уметности магистрирао је 1976. године.
Има звање истакнутог уметника УЛУПУДС-а. Члан је УЛУС-а, УЛУПУДС-а, Удружења ликовних критичара Србије, Међународног удружења ликовних критичара као и Удружења књижевника Србије.

## Ликовно дело
Као вајар и сликар излагао на преко 500 групних изложби у земљи и иностранству (Париз, Осло, Хелсинки, Инголштат, Падова, Каиро, Софија, Букурешт, Будимпешта итд) и 60 самосталних изложби у земљи (Београд, Загреб, Ниш, Крагујевац, Краљево...), као и у иностранству (Париз, Рим).
Изабиран на бројним селекцијским и концепцијским, као и жирираним изложбама наших познатих ликовних критичара. Дела Балше Рајчевића се налазе у власништву више модерних галерија и музеја. О његовом раду написано је више од 150 библиографских јединица.

## Књижевно и публицистичко дело
Као ликовни критичар и историчар уметности објавио је шест књига и преко 800 текстова, есеја и ликовних критика.
Објавио је 40 књига поезије, прозе и есејистике. Поезија му је заступљена у више песничких антологија и зборника. Превођен је на енглески, француски и македонски.

## Награде и признања
Рајчевић је добитник 23 ликовне награде, међу којима и неколико најугледнијих:  Награде Октобарског салона у Београду (1975, 1991 и 1996); Награда Удружења ликовних уметника примењене уметности за животно дело (2003); Годишња награда КПЗ културе Београда за најуспешнију изложбу одржану у београдским галеријама (1978); Равноправна откупна награда на Југословенском бијеналу скулптуре у Мурској Соботи (1981); Златни беочуг града Београда за врхунски допринос култури и уметности града Београда (2012); Златна значка КПЗ Србије за укупан допринос српској култури и уметности и др.   ; .
У области књижевности добио је награде "Јован Скерлић" за књигу песама Речник страха (2010) и Прву награду на међународном конкурсу часописа Акт за најбољу најкраћу причу (2011),Награду "Бранко Миљковић" за песму на конкурсу Удружења књижевника Бранко Миљковић из Ниша; Прву награду "Видовдански цвет" за родољубиву песму на конкурсу Удружења потомака ратника, Пожаревац и Библиотеке "Србољуб Митић", Мало Црниће, 2017 ; Друга награда на књижевном конкурсу " Песмодари мира ", 2018; Награду на конкурсу за поезију књижевног клуба " "Звездани колодвор", Београд,2015 ; Награду за најлепши љубавни сонет на на  XX јавном конкурсу љубавне " Песме над песмама", Клуб уметничких душа Мркоњић град, 2021 ; Награду за најлепши " Златни диптих " љубавних песама на XXI  јавном конкурсу љубавне "Песме над песмама", Мркоњић град, 2022 и др.